# Ehwaz

Ehwaz

Ehwaz (ᛖ) ist die neunzehnte Rune des älteren Futhark mit dem Lautwert e und fehlt im altnordischen Runenalphabet.
Der rekonstruierte urgermanische Name bedeutet „Pferd“. Er erscheint in den Runengedichten als altenglisch e(o)h bzw. gotisch eyz.
Die Ähnlichkeit mit einem lateinischen M ist rein zufällig.

## Zeichenkodierung
| Unicode Codepoint | U+16D6                  |
| Unicode-Name      | RUNIC LETTER EHWAZ EH E |
| HTML              | &#5846;                 |
| Zeichen           | ᛖ                       |